# Carlos Gil
Carlos Gil (Rio de Janeiro) é um jornalista esportivo brasileiro.
Atualmente, trabalha na Rede Globo como apresentador e repórter do departamento esportivo.

## Carreira
É formado pela Universidade Federal do Rio de Janeiro (UFRJ).
Durante anos foi repórter especial das transmissões da Fórmula 1 na emissora.
Em 2008, esteve em Pequim, nos Jogos Olímpicos de Verão.
Em 2013, atuou na cobertura da Copa das Confederações.
Entre dezembro de 2013 e janeiro de 2014, substituiu o jornalista Luis Ernesto Lacombe na apresentação das notícias esportivas no Bom Dia Brasil. Além disso, também foi apresentador substituto do Globo Esporte edição nacional.
Em 2014, na cobertura dos Jogos Olímpicos de Inverno, em Sochi, e da Copa do Mundo do Brasil.
Em 2015, narrou o Desfile das campeãs pelo G1, onde seu bom desempenho nessa transmissão fez com que seja o novo narrador da transmissão dos desfiles das escolas de samba da Série A, substituindo Alex Escobar.
Em 2016, cobriu a Eurocopa, na França, e os Jogos Olímpicos e Paralímpicos Rio 2016.
A partir de junho de 2018, se torna o correspondente internacional da Rede Globo no Japão, substituindo o repórter Marcio Gomes. Com isso, vira peça fundamental para o acompanhamento das Olímpiadas de Tóquio de 2020.

### Vida Pessoal
É casado com a jornalista esportiva Anna Olivia Wermelinger e pai de Vicente e Emília.